# Wot's... Uh the Deal
Pistes de Obscured by Clouds
The Gold It's in the...
(4) Mudmen
(6)
Wot's... Uh the Deal est une chanson de Pink Floyd, figurant sur l'album Obscured by Clouds créée et enregistrée au château d'Hérouville à côté de Pontoise en France en 1972. C’est le cinquième morceau de l’album. 
Cette chanson n'a jamais été jouée en concert par le groupe. Toutefois, elle a été interprétée plusieurs fois par David Gilmour et Richard Wright lors de la tournée de promotion de l'album de Gilmour, On an Island, en 2006.
Entre la version de 1972 et la version de 2006, le solo a été déplacé à la fin de la chanson pour plus de commodité de passage entre "Lap Steel" et guitare acoustique.
Wot's... Uh the Deal traite de la douleur éprouvée lorsque l'on se sent loin de chez soi durant des années et du fait de réaliser soudain que l'on a vieilli.
La similitude entre le premier et le dernier couplet met en évidence successivement le début et la fin du voyage.
Le premier couplet commençant par:
"Le paradis a envoyé la terre promise
Cela me semble bien d'où je me tiens
car je suis celui qui est dehors et regarde à l’intérieur..."
Le dernier couplet commençant par:
"Quelqu'un a envoyé la terre promise
et je l'ai saisie de mes deux mains
car maintenant je suis celui qui se tient à l’intérieur et regarde au dehors"
Enfin l'aspect désabusé est mis en évidence par une variation dans le refrain.
Au début de la chanson:
"...car un vent glacial souffle sur mon âme et je pense que je vieillis."
À la fin de la chanson:
... car il n'est plus de vent dans mon âme, et j'ai vieilli."

## Personnel
- David Gilmour : guitare, chant
- Richard Wright : piano, chœurs
- Roger Waters : basse
- Nick Mason : percussions

## Liens
- Site officiel de Pink Floyd
- Site officiel de Roger Waters
- Site officiel de David Gilmour